# Transamerica
A Transamerica 2005-ben bemutatott amerikai filmvígjáték-dráma, melyet Duncan Tucker írt és rendezett. A főbb szerepekben Felicity Huffman, Kevin Zegers, Graham Greene és Fionnula Flanagan látható.
Világpremierje a Berlini Nemzetközi Filmfesztiválon volt 2005. február 14-én. Az amerikai mozikban 2005. december 2-án mutatták be. A film pozitív kritikákat kapott, Huffman alakításával Golden Globe-díjat nyert és Oscar-díjra jelölték.

## Cselekmény
Bree, korábbi nevén Stanley végleges lépésre szánja el magát: a nemátalakító műtéthez már csak a barátja és pszichológusa hozzájárulására van szüksége, aki azonban addig nem hajlandó aláírni a papírokat, amíg Bree nem rendezi múltját. Bree ugyanis megtudja, hogy van egy tizenhét éves fia, akinek nemrég elhunyt az anyja. A fiút a New York-i rendőrség letartóztatta prostitúció és drogügyek miatt. Bree vonakodva elmegy a fiáért és leteszi az óvadékot, de a fiút nem avatja be, hogy ő az apja. Keresztény szociális munkásnak adja ki magát.
Miután megtudja, hogy Toby nevelőapja még él, elhatározza, visszaviszi hozzá a fiút. Ám próbálkozása balul sül el: mint kiderül, Toby anyja a részeges férje miatt lett öngyilkos, ráadásul a férfi korábban szexuálisan zaklatta Tobyt, ezért lépett le otthonról a fiú. Bree így képtelen otthagyni a fiút, aki amúgy is Los Angelesbe szeretne menni, hogy hivatásos pornószínész legyen.
Bree úgy dönt, kocsival átutazva Amerikán elviszi a fiút. Bree transznemű volta csak a közös utazás felénél derül ki, amikor Bree egyik szintén transznemű ismerősénél szállnak meg éjszakára. Tobyt sokkolja ez a tény, de mivel szüksége van a fuvarra, kénytelen-kelletlen Bree-vel marad.
Egy hippi stoppos csellel ellopja az autójukat és benne minden ingóságukat (köztük Toby pénzét és Bree hormonjait). Egy indián férfi felajánlja az otthonát éjszakára, és egy fuvart. Bree és Toby így érkezik meg Bree szüleihez. Bree-nek komoly problémát jelentenek az ellopott hormontablettái és a pénze, ráadásul mihamarabb haza kellene érnie a műtét miatt. Miután Bree szülei és testvére megtudják, hogy Toby valójában Stanley fia, marasztalni akarják a fiút. Toby nem érti a hirtelen nagy kedvességet, de hamar megtudja az igazságot: amikor szexuálisan felajánlkozik Bree-nek, Bree közli vele az igazat. Toby első reakciójában elszökik és Los Angelesbe megy. Bree végre valahára átesik a régóta vágyott műtéten. Néhány hónappal később Toby meglátogatja Bree-t.

## Szereplők
| Szerep                         | Színész           | Magyar hang        |
| ------------------------------ | ----------------- | ------------------ |
| Sabrina "Bree" Osbourne        | Felicity Huffman  | Für Anikó          |
| Toby Wilkins, Bree fia         | Kevin Zegers      | Molnár Levente     |
| Calvin                         | Graham Greene     | Balázsi Gyula      |
| Elizabeth Schupak, Bree anyja  | Fionnula Flanagan | Menszátor Magdolna |
| Murray, Bree apja              | Burt Young        | Gruber Hugó        |
| Sydney, Bree nővére            | Carrie Preston    | Németh Kriszta     |
| Margaret, Bree pszichiátere    | Elizabeth Peña    | Andresz Kati       |
| Arletty                        | Venida Evans      | Szabó Éva          |
| kislány                        | Teala Dunn        | Talmács Márta      |
| Calpernia                      | Calpernia Addams  |                    |
| Taylor                         | Stella Maeve      |                    |
| Bobby Jensen, Toby mostohaapja | Raynor Scheine    | Beratin Gábor      |
| Dr. Spikowsky                  | Danny Burstein    |                    |
| Mary Ellen                     | Bianca Leigh      | Ullmann Zsuzsa     |
| beszédtanár                    | Andrea James      |                    |

## Díjak és jelölések
Independent Spirit Awards
- díj: legjobb női alakítás (Felicity Huffman)
- díj: legjobb első forgatókönyv (Duncan Tucker)
- jelölés: legjobb első film – (Duncan Tucker, Sebastian Dungan, Linda Moran, Rene Bastian)

Oscar-díj
- jelölés: legjobb színésznő (Felicity Huffman)
- jelölés: legjobb dal (Dolly Parton, a Travelin' Thru című dalért)

Berlini Nemzetközi Filmfesztivál
- díj: Reader Jury of the "Siegessäule"

Broadcast Film Critics Association
- jelölés: Legjobb színésznő (Felicity Huffman)
- jelölés: legjobb dal (Dolly Parton, "Travelin' Thru"

Deauville Film Festival
- díj: legjobb forgatókönyv (Duncan Tucker)
- jelölés: Grand Special Prize

GLAAD Media Award
- díj: Outstanding Film – Limited Release

Golden Globe-díj
- díj: legjobb női alakítás (Felicity Huffman)
- jelölés: legjobb eredeti dal (Dolly Parton, "Travelin' Thru"

National Board of Review
- díj: legjobb színésznő (Felicity Huffman)

Phoenix Film Critics Society Awards (2005)
- díj: legjobb eredeti dal (Dolly Parton, "Travelin' Thru"

Satellite Awards
- díj: legjobb színésznő (Felicity Huffman)

Screen Actors Guild Award
- jelölés: legjobb női alakítás (Felicity Huffman)

Tribeca Film Festival
- díj: legjobb színésznő (Felicity Huffman)

2000 Awards
- díj: legjobb színésznő (Felicity Huffman)
- jelölés: legjobb film (Transamerica)